# Атински мегаполис
Атинският мегаполис или Столичният район на Атина обхваща регионалните единици Пирея с Централната, Северната, Западната и Южната част на Атина като обособени зони, които са основната част от градския комплекс на Атина с прилежащите им в областта Атика селища на изток (като Коропи) и запад (като Елевсина). Най-общо това е селищната структура обхваната и обслужвана от градския транспорт на Атина. Столичният район на Атина не се напълно припокрива от обхвата на административния район Атика.
Атинският мегаполис е единственият на Балканите, извън Истанбул, столичен район с типична мегаполисна структура. Към 2011 г. в Атинския мегаполис живее 34% от населението на Гърция, т.е. повече от 1/3 от гърците населяват столицата ѝ.

## Историческа демография
Микенска Атина (1600 – 1100 г. пр.н.е.) е с размерите на Тиринт, което ограничава населението ѝ до порядъка на 10 до 15 хиляди жители. По време на гръцките тъмни векове, около 1000 г. пр.н.е., населението на Атина възлизало до 4000 жители. През 700 г. пр.н.е. населението нараснало до 10 000 души. През 500 г. пр.н.е. Атинската полития имала 200 000 жители. А през класическият период и в частност в 431 г. пр.н.е. са правени първите изчисления на населението ѝ, и по различни оценки то варира от 150 000 до 350 000, и до 610 000 жители според Тукидид. Когато Деметрий Фалерски провежда преброяване на населението през 317 г. пр.н.е., населението е 21 000 свободни граждани, 10 000 съюзнически колонисти и 400 000 роби или общо 431 000 жители в голяма Атина.
През средновековието Атина, в голяма степен и заради Константинопол, не е онзи значим за света градски център от античността, а по-скоро има символно значение. Османската власт оставя Атина с население около 4000 души. Създаването на независимо Кралство Гърция със столица Атина води до чувствително увеличаване на столичното население, макар към 1833 г. населението на тогавашна Гърция до линията Арта-Волос да няма милион (през 1839 г. населението на Кралство Гърция възлиза на 823 хиляди и 773 души, а през 1861 г. — на 1 милион 96 хиляди и 810 души).
През 1870 г. населението на Атина достига 44 500 жители и едва в края на XIX век през 1896 г. по време на първите съвременни олимпийски игри достига над 100 000 – 123 000 жители.
През 1921 г. преди така наречената в историографията „малоазийска катастрофа“ с размяна на население между Гърция и Турция, населението на Атина достига близо половин милион – 473 000 жители. След размяната на население с Турция, в Атина се стича основният поток малоазийски гърци и населението ѝ достига 718 000 жители.
Втората световна война е най-жестокото историческо изпитание за Атина и атиняни. Окупацията на Гърция от страните от Оста, с британската военноморска блокада, водят до голям глад с многобройни жертви.
След Втората световна война и особено през 70-те години на XX век след „гръцкото икономическо чудо“ Атина придобива типична мегаполисна структура и населението на атинския мегаполис или столичен район възлиза на 2 540 241 жители през 1971 г. 